# Geremia Aldobrandeschi
Geremia Aldobrandeschi (inizio IX secolo – dopo l'868) è stato un vescovo italiano.

## Biografia
Geremia è uno dei più antichi esponenti della famiglia Aldobrandeschi di cui si ha memoria; era figlio del vassallo imperiale Eriprando, e fratello di Ildebrando II, primo membro della famiglia a fregiarsi del titolo di conte.
È documentato vescovo di Lucca dal 3 ottobre 852. Nell'853 vinse la causa che condannò tre fratelli a cedere la chiesa di Santa Maria e San Gervasio di Lucca; in quell'occasione il vescovo Geremia mostrò il diploma di Ludovico II, che lo autorizzava al recupero dei beni ceduti dai predecessori.
Morì dopo l'868, e gli succedette Gherardo.